# Багатопер сенегальский
Багатопер сенегальский (Polypterus senegalus) — вид променеперих риб родини багатоперих.

## Поширення
Вид мешкає в озерах, річках, болотах і заплавах тропічної Африки та річкової системи Нілу. Він трапляється щонайменше у двадцяти шести африканських країнах, включаючи Сенегал, Єгипет, Демократична Республіка Конго, Камерун, Чад, Ефіопія, Кенія, Малі, Кот-д'Івуар, Танзанія, Судан, Нігерія, Гамбія, Уганда та інші.

## Підвиди та опис
- P. s. senegalus. Відомий із Західної Африки, де мешкає в басейнах Сенегалу, Гамбії, Нігеру, Вольти та Чаду, а також поширений в басейні річки Ніл, озер Туркана та Альберт. Виростає приблизно до 70 см у дикій природі та 48 см у неволі. На спинній поверхні має рівномірне забарвлення від коричнево-сірого до оливкового кольору, а черевна поверхня білувата. У дорослих особин немає смуг, але дуже молоді молоді особини мають три горизонтальні смуги. Верхня щелепа трохи довша за нижню. Має від 8 до 11 колючок на спинному плавці.
- P. s. meridionalis. Відомий з середнього та верхнього басейну річки Конго. Виростає приблизно до 110 см у дикій природі та 81 см у неволі. Має однорідний оливково-сірий колір на спинній поверхні. Верхня і нижня щелепи приблизно однакової довжини. Має 9 або 10 спинних колючок. P. s. meridionalis може бути регіональною морфою P. s. senegalus.

## Спосіб життя
Цей вид населяє окраїнні болота та прісноводні лагуни і, схоже, надає перевагу захищеним прибережним місцям проживання; він населяє каламутні райони вздовж узбережжя річок і болотистих водах, де лежить тихо або ковзає змієподібними рухами. У найспекотніші години дня він виходить на поверхню на зовнішньому краю рослинності і повертається на дно при небезпеці. За умови, що шкіра залишається вологою, багатопер може залишатися поза водою на невизначений час. Він навіть може пересуватися сушею, де він використовує свої великі грудні плавці для ходьби. Харчується комахами, ракоподібними, молюсками, жабами та рибою.